# Villa Arrigona
La Villa Arrigona est un édifice situé à  San Giacomo delle Segnate, dans la province de Mantoue.

## Histoire
La Villa Arrigona a été construite entre 1619 et 1622 sur commande du cardinal Pompeio Arrigoni, de la noble famille Arrigoni, à l'architecte Antonio Maria Viani, déjà au service des Gonzague de Mantoue. C'est l'une des villas les plus importantes de la province de Mantoue.

## Description
La villa, composée de plusieurs bâtiments, était une résidence de campagne majestueuse et était généralement habitée de façon saisonnière. Construit sur deux étages avec oratoire baroque tardif attenant, parc et terrain cultivé. La façade est caractérisée par un tympan rappelant le Palais Te, sous lequel se détachent les grandes armoiries familiales en pierre.